# Altica palustris
Altica palustris là một loài bọ cánh cứng trong họ Chrysomelidae. Loài này được Weise miêu tả khoa học năm 1888.

## Hình ảnh

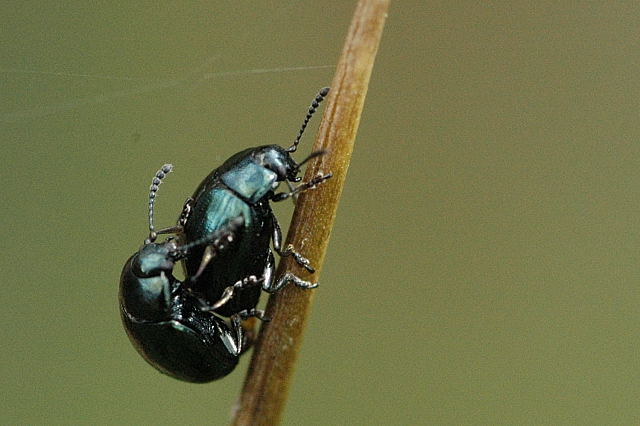